# 原村 (福岡県)
原村（はらむら）は、福岡県早良郡にあった村。
現在の早良区原・荒江・有田・飯倉・小田部・南庄、城南区飯倉・七隈などに当たる。

## 地理
- 河川 ： 金屑川、油山川、汐入川

## 歴史
- 1884年（明治17年） - 福岡県原村、荒江村、有田村、飯倉村、小田部村、庄村、七隈村の合併により原村が成立。
- 1889年（明治22年）4月1日 - 町村制施行により早良郡原村が成立。
- 1929年（昭和4年）4月1日 - 早良郡樋井川村とともに福岡市に編入。